# Negru de Purcari
El Negru de Purcari és un vi moldau sec i negre, produït a partir de raïm Cabernet Sauvignon, Rara neagră i Saperavi. El vi té un color robí fosc i saturat.
El vi es produeix en alguns cellers de Moldàvia, principalment a la zona de Purcari del districte de Ștefan Vodă de Moldàvia (la zona vinícola del sud-est); localment se l'anomena "vi de la reina d'Anglaterra", perquè la reina Isabel II demana regularment la verema del 1990. El celler Purcari produeix el seu vi, que madura durant anys en botes de roure, en lots molt limitats. El vi s’elabora a partir de les varietats franceses Cabernet Sauvignon, Saperavi georgià i Rara neagră moldava. 